# Décennie 1580 en arts plastiques
Chronologie des arts plastiques
Années 1570 - Années 1580 - Années 1590
Cet article concerne les années 1580 en arts plastiques.

## Événements
- 1573-1615 : au Japon, l’époque Momoyama, du nom du dernier château de Toyotomi, est celle des châteaux décorés, des peintures polychromes réalisées sur fond de feuilles d’or, le dami-e, technique introduite par Kanô Eitoku[1]. Le thème le plus fréquent est celui du pin et de l’oiseau, symboles de longévité.
- 1579-1582 : Véronèse et Francesco Bassano remportent le concours pour la réalisation de la fresque du Paradis (Il Paradiso (en)) au Palais des Doges au détriment du Tintoret et de Palma le Jeune. Véronèse meurt avant le début des travaux et la commande est attribuée au Tintoret en 1588[2].

- 1584 : publication à Milan du Trattato dell'arte della pittura, scoltura et architettura (Traité sur l'art de la peinture, la sculpture et l'architecture) de Giovanni Paolo Lomazzo[3].

## Réalisations
- 1579-1583 : Giambologna sculpte L'Enlèvement des Sabines  pour la Loggia des Lanzi à Florence[4].
- 1581 : Le Christ au jardin des Oliviers ou Jésus dans le jardin soutenu par un ange, toile de Véronèse[5].
- 1582 : Federigo Zuccaro peint certaines fresques du palais des Doges, à Venise[6].
- 16 septembre 1585 : Federigo Zuccaro quitte Rome pour peindre les retables du monastère de l’Escurial à Madrid. Il reçoit son dernier paiement le 10 décembre 1588 mais son travail n'est pas apprécié ; Pellegrino Tibaldi le remplace [7].
- 1588-1592 : à Venise, Le Paradis (24,45 m × 7,61 m) du Palais des Doges est peint par Le Tintoret et ses élèves, dont son fils Domenico[8].
- Avant 1590 : Paravent au cyprès, encre, couleurs et feuille d'or sur papier, paravent japonais à huit panneaux attribué à Kanō Eitoku[9].

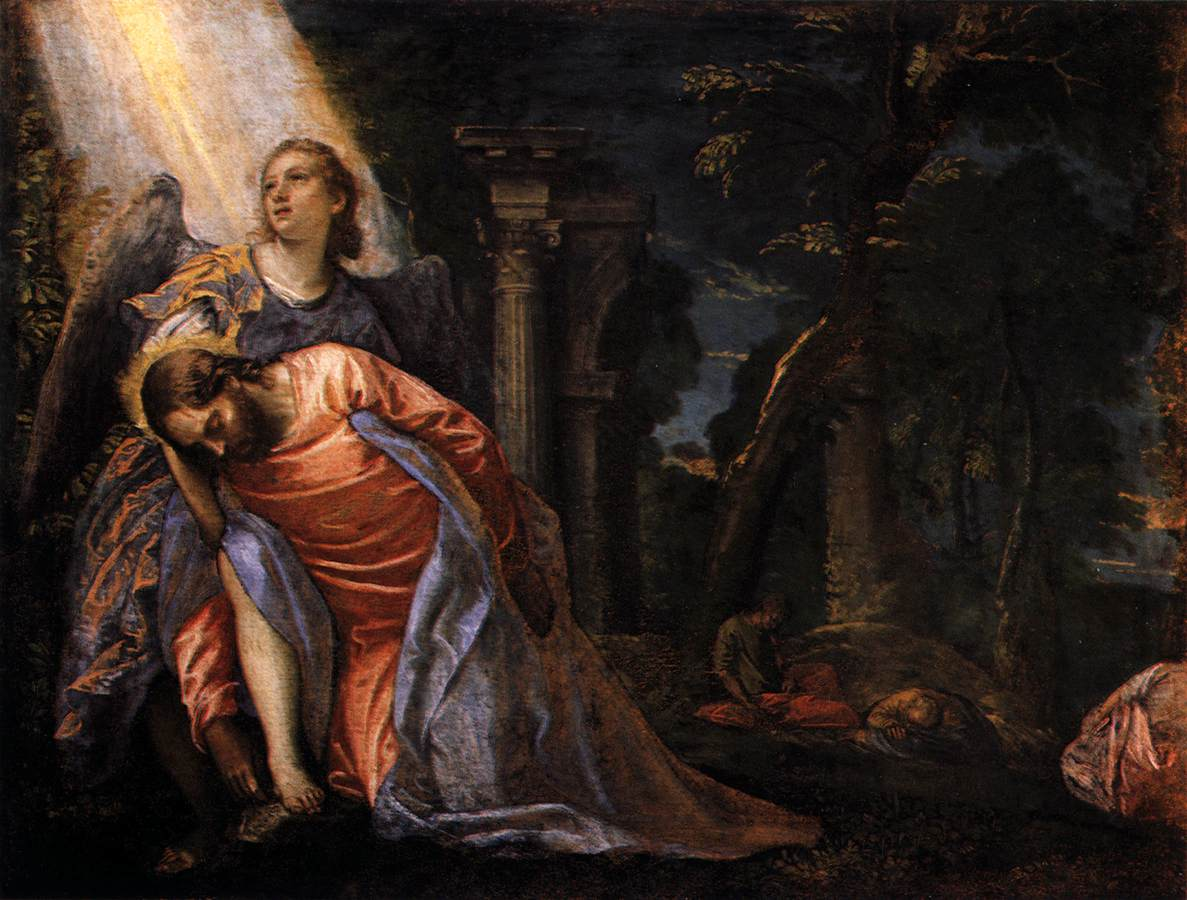
Jésus dans le jardin soutenu par un ange, Véronèse